# 와타누키 다미스케
와타누키 다미스케(綿貫民輔, 1927년 4월 30일~)는 13선 중의원 의원을 지낸 일본의 정치인이다.

## 생애

### 정계 입문 전
도야마현 히가시토나미군 이나미정(지금의 난토시)에서 태어났다. 와타누키가는 대대로 이나미하치만궁의 궁사를 맡아왔는데 와타누키 다미스케는 15대에 해당했다. 구제 도나미 중학교를 졸업한 뒤 후지와라 공업대학 예과에 입학했다. 예과에 재학중일 때 후지와라 공업대학이 게이오기주쿠 대학에 흡수합병되었는데 와타누키가 소속되어 있던 야금과가 폐지되면서 경제학부에 소속되었다.
졸업 후 가네보 방적에서 일했다. 1955년 28살의 나이로 도나미 운수의 대표이사가 되었다. 경영 파탄 직전의 도나미 운수를 재건해 상장 기업으로 성장시키는 사업 수완을 보인 것이다.

### 정계 입문과 자민당 의원
1955년 도야마현의회 의원 선거에 출마했지만 낙선했다가 4년 뒤에 재도전하여 당선됐다. 1963년 재선 현의회 의원이 되었으머 1967년 총선에 출마했지만 낙선했다. 2년 뒤 총선에 재출마하여 도야마현 제2구에서 당선됐다. 자유민주당의 공천을 받아 중의원 의원이 되었는데 파벌은 가와시마 쇼지로가 이끌던 교우 클럽에 가입했다. 1973년에는 청람회 결성에 참가했지만 회합에는 한 번도 참여하지 않은 채 탈퇴했다. 교우 클럽이 해산한 뒤에는 다나카 가쿠에이가 이끄는 목요 클럽에 가입했다.
1986년 중의원 의원운영위원장에 취임했으며 같은 해 제3차 나카소네 내각이 출범하자 국토청 장관 겸 홋카이도 개발청 장관 겸 오키나와 개발청 장관이 되었고 1990년 제2차 가이후 내각에 건설상으로 입각했다. 1991년 미야자와 내각에서 자유민주당 간사장이 되었는데 파벌을 옮긴 적이 있으며 총재 후보급이라 보기 힘든 경량급 인사였던 와타누키를 간사장에 기용한 건 예상외의 인사라는 평이 많았다. 당시 와타누키는 목요 클럽을 계승한 다케시타 노보루의 경세회에 속해 있었는데 경세회는 당시 내부 다툼이 한창이었다. 즉, 간사장이 되길 원했던 가지야마 세이로쿠를 오자와 이치로가 견제한 결과 와타누키가 간사장이 되었던 셈이다. 둘의 갈등은 결국 경세회의 분열로 이어졌는데 와타누키는 다케시타·오부치 게이조·하타 쓰토무·오자와와 두루두루 좋은 관계를 유지했기에 어느 한 파벌에 들어가기가 곤란하여 한동안 무파벌로 지냈다. 이후 하타파가 자민당을 탈당하자 비로소 오부치파에 가입했다. 소선거구제가 도입된 최초의 선거인 1996년 총선에서 182,185표를 얻어 전국 최다 득표수를 기록했다. 1998년 오부치가 총리대신이 되자 와타누키는 파벌 회장이 되었다.
2000년 일본 중의원 의장에 취임했는데 2002년 12월 10일 의사진행 원고를 한 번에 두 장을 넘겨서 2000년도 결산 채결이 처리되지 않았는데도 산회 선언을 한 적이 있었다. 이틀 뒤에서야 와타누키는 산회 선언을 무효로 한 뒤 결산 채결을 진행했다. 2003년 볼로냐 대학교로부터 명예 박사 학위를 받았으며 2004년에는 신토에 공적이 있는 신직(神職)에게 주어지는 장로 칭호를 신사본청으로부터 받았다.
2001년 총리대신이 된 고이즈미 준이치로가 일본의 우정민영화를 추진하자 자민당 우정족의원을 중심으로 양원 의원 약 200명이 참여한 우정사업간담회가 발족했는데 와타누키는 회장을 맡아 우정민영화에 강경하게 반대했다. 2005년 우정민영화 법안이 중의원에 상정되자 반대표를 던졌지만 통과됐다. 하지만 참의원에서 부결됐고 고이즈미는 곧장 중의원을 해산해 버렸다. 고이즈미는 우정민영화 법안에 반대표를 던진 의원들에게 공천을 주지 않았고 와타누키는 이것이 정치 보복이라며 반발하여 자민당을 탈당한 뒤 가메이 시즈카·가메이 히사오키 등 우정민영화에 반대하는 의원 5명과 함께 국민신당을 창당한 뒤 대표가 되었다. 다만 자민당은 와타누키의 탈당을 반려한 뒤 제명 처분을 내렸다. 이후 진행된 총선에서 자민당의 공천을 받은 하기야마 교곤을 꺾고 13선의 고지에 올랐다.

### 국민신당
총선 후 진행된 내각총리대신 지명 선거가 끝난 후 퇴장했을 때 기자로부터 누구에게 투표했냐는 질문을 받았는데 "... 와타누키. 에헷!"이라고 답했다. 자민당의 공천을 받지 못했지만 재선에 성공한 의원들을 규합해 통일 회파를 결성하고자 했지만 전 방위청 장관 노로타 호세이만이 참여하는 데 그쳤다.
2007년 7월 참의원 의원 선거 때 무소속으로 출마한 모리타 다카시를 지원했다. 모리타는 당선된 후 12월에 국민신당에 입당했다.
2009년 총선 때 자민당의 가와이 쓰네노리가 와타누키를 지지하기 위해 자민당을 탈당해 국민신당에 입당하겠다고 발표했다. 와타누키가 지역구에 출마하지 않고 비례대표 단독 출마를 결정했기에 가와이의 탈당은 없던 일이 되었지만 자민당 내에선 논란이 되었다. 그런데 와타누키가 총선에서 낙선했고 당대표직에서 물러난 뒤 최고고문이 되었다. 대신 도야마현 제1구에 출마한 민주당의 무라이 무네아키를 지지해 당선하는 데 공헌했다. 하지만 자신의 지역구였던 도야마현 제3구를 다른 정치 신인에게 물려주지도 않고 야당계 무소속 인사인 아이모토 요시히코를 지지하지도 않아 자민당 공천을 받은 전 다카오카시장 다치바나 게이이치로가 승리하는 것에도 공헌해 버렸다. 와타누키가 아이모토를 지지하지 않았던 건 자신의 지지자들 중 일부가 무소속으로 출마한 시바타 다쿠미를 지지했기 때문이었다.

### 정계 은퇴
2010년 4월 29일 동화대수장을 수장했다. 5월 7일 수장자를 대표해 "각자의 분야에서 한 층 더 정진할 것을 결의한다"라고 인사했고 아키히토는 "오랜 기간 각자의 역할에 힘써 국가나 사회를 위해, 또 여러 사람들을 위해 노력해 온 것에 대해 깊이 감사한다"라고 화답했다. 2011년 4월 명예 난토시민 칭호를 받았다.
와타누키의 뒤를 이어 국민신당 대표가 되었던 가메이 시즈카가 2012년 4월 소비세 증세에 반대하며 민국 연립 정권에서 이탈하겠다고 발표했다. 하지만 금융상 지미 쇼자부로와 시모지 미키오 등이 반발하면서 국민신당은 분열했다. 가메이는 대표에서 해임되자 가메이 아키코와 함께 국민신당을 탈당했다. 이때 국민신당 공식 홈페이지에서 와타누키의 이름이 삭제됐다.
국민신당이 2013년 해산한 뒤 와타누키 자신은 자민당 복당을 원치 않았지만 자민당 간사장 니카이 도시히로가 복당을 권했다. 2016년 11월 2일 자민당 당기위원회가 와타누키의 복당을 만장일치로 승인했다. 자민당이 제명된 의원의 복당을 허용한 건 이 때가 처음이었는데 당기위원회는 복당 심사에 앞서 제명한 국회의원의 복당 기준을 마련해야 했다.

## 역대 선거 기록
|  | 19.7% |

|  | 25.6% |

|  | 23.5% |

|  | 36.7% |

|  | 26.4% |

|  | 29.4% |

|  | 27.1% |

|  | 24.8% |

|  | 26.6% |

|  | 32.2% |

|  | 79.9% |

|  | 58.5% |

|  | 69.7% |

|  | 41.3% |

|  | 0% |